# Шандра (Тіміш)
Шандра (рум. Șandra) — село у повіті Тіміш в Румунії. Входить до складу комуни Шандра.
Село розташоване на відстані 440 км на північний захід від Бухареста, 31 км на північний захід від Тімішоари.

## Населення
За даними перепису населення 2002 року у селі проживали 2217 осіб.
Національний склад населення села:
| Національність | Кількість осіб | Відсоток |
| -------------- | -------------- | -------- |
| румуни         | 2129           | 96,0%    |
| німці          | 48             | 2,2%     |
| угорці         | 18             | 0,8%     |
| цигани         | 10             | 0,5%     |

Рідною мовою назвали:
| Мова      | Кількість осіб | Відсоток |
| --------- | -------------- | -------- |
| румунська | 2150           | 97,0%    |
| німецька  | 39             | 1,8%     |
| угорська  | 17             | 0,8%     |